# Barbièras
Barbières és un municipi francès situat al departament de la Droma i a la regió d'Alvèrnia-Roine-Alps. L'any 2007 tenia 719 habitants.

## Demografia

### Població
El 2007 la població de fet de Barbières era de 719 persones. Hi havia 288 famílies de les quals 64 eren unipersonals (20 homes vivint sols i 44 dones vivint soles), 104 parelles sense fills, 100 parelles amb fills i 20 famílies monoparentals amb fills.
La població ha evolucionat segons el següent gràfic:
Habitants censats

### Habitatges
El 2007 hi havia 337 habitatges, 291 eren l'habitatge principal de la família, 18 eren segones residències i 28 estaven desocupats. 307 eren cases i 30 eren apartaments. Dels 291 habitatges principals, 220 estaven ocupats pels seus propietaris, 64 estaven llogats i ocupats pels llogaters i 7 estaven cedits a títol gratuït; 1 tenia una cambra, 8 en tenien dues, 43 en tenien tres, 85 en tenien quatre i 154 en tenien cinc o més. 257 habitatges disposaven pel capbaix d'una plaça de pàrquing. A 103 habitatges hi havia un automòbil i a 165 n'hi havia dos o més.

### Piràmide de població
La piràmide de població per edats i sexe el 2009 era:
| Homes | Edats   | Dones |
| ----- | ------- | ----- |
| 0     | 95 o +  | 0     |
| 4     | 90 a 94 | 0     |
| 4     | 85 a 89 | 4     |
| 4     | 80 a 84 | 0     |
| 24    | 75 a 79 | 12    |
| 16    | 70 a 74 | 12    |
| 32    | 65 a 69 | 20    |
| 4     | 60 a 64 | 8     |
| 20    | 55 a 59 | 12    |
| 16    | 50 a 54 | 16    |
| 24    | 45 a 49 | 28    |
| 24    | 40 a 44 | 12    |
| 24    | 35 a 39 | 40    |
| 28    | 30 a 34 | 20    |
| 36    | 25 a 29 | 28    |
| 24    | 20 a 24 | 12    |
| 16    | 15 a 19 | 20    |
| 24    | 10 a 14 | 12    |
| 32    | 5 a 9   | 20    |
| 24    | 0 a 4   | 12    |

## Economia
El 2007 la població en edat de treballar era de 471 persones, 349 eren actives i 122 eren inactives. De les 349 persones actives 320 estaven ocupades (176 homes i 144 dones) i 29 estaven aturades (14 homes i 15 dones). De les 122 persones inactives 41 estaven jubilades, 36 estaven estudiant i 45 estaven classificades com a «altres inactius».

### Ingressos
El 2009 a Barbières hi havia 311 unitats fiscals que integraven 805,5 persones, la mediana anual d'ingressos fiscals per persona era de 17.663 €.

### Activitats econòmiques
Dels 31 establiments que hi havia el 2007, 1 era d'una empresa extractiva, 1 d'una empresa alimentària, 1 d'una empresa de fabricació d'elements pel transport, 1 d'una empresa de fabricació d'altres productes industrials, 9 d'empreses de construcció, 3 d'empreses de comerç i reparació d'automòbils, 3 d'empreses d'hostatgeria i restauració, 2 d'empreses d'informació i comunicació, 1 d'una empresa financera, 2 d'empreses de serveis, 3 d'entitats de l'administració pública i 4 d'empreses classificades com a «altres activitats de serveis».
Dels 13 establiments de servei als particulars que hi havia el 2009, 4 eren paletes, 1 guixaire pintor, 1 fusteria, 1 lampisteria, 1 empresa de construcció, 3 perruqueries i 2 veterinaris.
L'únic establiment comercial que hi havia el 2009 era una fleca.
L'any 2000 a Barbières hi havia 10 explotacions agrícoles.

## Equipaments sanitaris i escolars
El 2009 hi havia una escola elemental integrada dins d'un grup escolar amb les comunes properes formant una escola dispersa.

## Poblacions més properes
El següent diagrama mostra les poblacions més properes.